# Adesmia unifoliolata
Adesmia unifoliolata är en ärtväxtart som beskrevs av Carl Skottsberg. Adesmia unifoliolata ingår i släktet Adesmia och familjen ärtväxter. Inga underarter finns listade i Catalogue of Life.